# Wereldkampioenschap voetbal 2010 (Groep H) Chili - Spanje
In dit artikel wordt de Wereldkampioenschap voetbal 2010-wedstrijd in de groepsfase in Groep H tussen Chili en Spanje (gespeeld op 25 juni 2010) nader uitgelicht. Het duel eindigde in een 2-1-overwinning voor de regerend Europees kampioen, die daarmee de voorronde afsloot met zes punten uit drie wedstrijden. Ondanks het verlies plaatste ook Chili zich voor de 1/8 finale.

## Wedstrijdgegevens
| Datum                | 25 juni 2010                      | 25 juni 2010                      |
| Stadion              | Loftus Versfeld Stadion, Pretoria | Loftus Versfeld Stadion, Pretoria |
| Toeschouwers         | 41.958                            | 41.958                            |
| Scheidsrechter       | Marco Rodríguez                   | Marco Rodríguez                   |
| Assistenten          | José Luis Camargo Alberto Morin   | José Luis Camargo Alberto Morin   |
| Vierde man           | Subkhiddin Mohd Salleh            | Subkhiddin Mohd Salleh            |
| Man van de wedstrijd | Andrés Iniesta                    | Andrés Iniesta                    |

| Chili | 1 – 2        | Spanje |
| Rodrigo Millar 47' | goals        | 24' David Villa 37' Andrés Iniesta |
| Marcelo Bielsa | bondscoach   | Vicente del Bosque |
| |              | |
| Claudio Bravo Gary Medel Waldo Ponce Gonzalo Jara Mauricio Isla Marco Estrada Arturo Vidal Jorge Valdivia 46' Alexis Sánchez 65' Mark González 46' Jean Beausejour | opstellingen | Iker Casillas Sergio Ramos Gerard Piqué Carles Puyol Joan Capdevila 73' Xabi Alonso Sergio Busquets Andrés Iniesta Xavi Hernández David Villa 55' Fernando Torres |
| Esteban Paredes 46' Rodrigo Millar 46' Fabián Orellana 65' | wissels      | 55' Cesc Fàbregas 73' Javi Martínez |
| |              | |
| Gary Medel 15' Waldo Ponce 19' | gele kaarten | |
| Marco Estrada 21', 37' | rode kaarten | |

## Wedstrijden
| Groepswedstrijden | | | |
| Groep A | Groep B | Groep C | Groep D |
| Zuid-Afrika - Mexico Uruguay - Frankrijk Zuid-Afrika - Uruguay Frankrijk - Mexico Mexico - Uruguay Frankrijk - Zuid-Afrika | Zuid-Korea - Griekenland Argentinië - Nigeria Argentinië - Zuid-Korea Griekenland - Nigeria Griekenland - Argentinië Nigeria - Zuid-Korea | Engeland - Verenigde Staten Algerije - Slovenië Slovenië - Verenigde Staten Engeland - Algerije Slovenië - Engeland Verenigde Staten - Algerije | Duitsland - Australië Servië - Ghana Duitsland - Servië Ghana - Australië Australië - Servië Ghana - Duitsland    |
| Groep E | Groep F | Groep G | Groep H |
| Nederland - Denemarken Japan - Kameroen Nederland - Japan Kameroen - Denemarken Kameroen - Nederland Denemarken - Japan    | Italië - Paraguay Nieuw-Zeeland - Slowakije Slowakije - Paraguay Italië - Nieuw-Zeeland Paraguay - Nieuw-Zeeland Slowakije - Italië       | Ivoorkust - Portugal Brazilië - Noord-Korea Brazilië - Ivoorkust Portugal - Noord-Korea Noord-Korea - Ivoorkust Portugal - Brazilië             | Honduras - Chili Spanje - Zwitserland Chili - Zwitserland Spanje - Honduras Chili - Spanje Zwitserland - Honduras |
| Achtste finales | | | |
| Uruguay - Zuid-Korea Verenigde Staten - Ghana                                                                              | Duitsland - Engeland Argentinië - Mexico                                                                                                  | Nederland - Slowakije Brazilië - Chili | Paraguay - Japan Spanje - Portugal                                                                                |
| Kwartfinales | | | |
| Brazilië - Nederland | Uruguay - Ghana | Argentinië - Duitsland | Paraguay - Spanje                                                                                                 |
| Halve finales | | | |
| Nederland - Uruguay | Nederland - Uruguay | Duitsland - Spanje | Duitsland - Spanje                                                                                                |
| Troostfinale | | | |
| Uruguay - Duitsland | | | |
| Finale | | | |
| Spanje - Nederland | | | |